# Nemti
Nemti là một thị trấn thuộc hạt Nógrád, Hungary. Thị trấn này có diện tích 11,06 km², dân số năm 2010 là 755 người, mật độ 68 người/km².